# Rafael Sierra
Rafael Sierra Granados, más conocido por su nombre de guerra Ramiro Vargas (Zona Bananera, 29 de diciembre de 1943), es un guerrillero colombiano. Miembro del Ejército de Liberación Nacional (ELN) y del Comando Central (COCE) de esa organización.

## Biografía
Rafael Sierra Granados nació en el corregimiento de Riofrío del municipio de Zona Bananera (Magdalena). Sus padres fueron de origen campesino y en su pueblo natal pudo estudiar hasta el bachillerato y luego se fue a la capital, donde estudió nueve semestres de economía. Ya en el ejercicio laboral, estuvo 17 años en la actividad sindical, donde conoció a los comandantes del ELN, entre ellos al cura Manuel Pérez.

### Militancia en el ELN
Milita en el ELN desde los años 70, fue miembro del Comando Central (COCE).
Fue parte de los diálogos de paz entre el gobierno de Andrés Pastrana y el Ejército de Liberación Nacional, iniciados con la elección de Andrés Pastrana como presidente de Colombia en el año 1998 y finalizadas el 7 de agosto de 2002. Firmó por el ELN junto a Pedro Cañas Serrano alias Oscar Santos y Milton Hernández un acuerdo con el gobierno colombiano para los diálogos con esta guerrilla.

#### Diálogos con el gobierno de Álvaro Uribe (2002-2010)
Participó en los diálogos de paz entre el gobierno de Álvaro Uribe y el Ejército de Liberación Nacional, desde la elección de Álvaro Uribe Vélez como presidente de Colombia en el 2002 hasta el 7 de agosto de 2010.

#### Diálogos con el gobierno de Juan Manuel Santos
Hizo parte de la mesa de diálogos de paz entre el gobierno de Juan Manuel Santos y el ELN. Es responsable del Frente Internacional del ELN.
En 2021, se público en el periódico El Colombiano que habría muerto en Cuba, sin embargo no se ha confirmado su muerte.

## Condenas

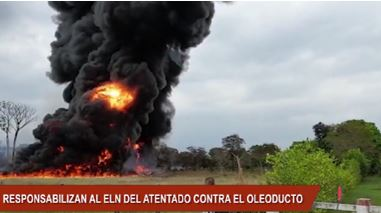
Atentados terroristas oleoducto Caño Limón-Coveñas.

Como miembro del Comando Central del ELN, se han emitido varias condenas y órdenes de captura: 
- Fue condenado a 40 años por la Masacre de Machuca (Antioquia), ocurrida el 18 de octubre de 1998, en la cual murieron 69 personas.[18][19]
- Condenado por el secuestro del Vuelo 9463 de Avianca el 22 de abril de 1999.[20]

- Desde 2018 tiene en su contra circular roja de la Interpol por cargos de homicidio, hurto y secuestro.[21][22] En ese mismo año se emitió orden de captura en su contra por el reclutamiento de menores de edad.[23]

- En 2020 fue condenado a 32 años de prisión, por el secuestro y asesinato de Jhon Alejandro Morales Patiño y Edilberto Roa Pérez investigadores del Cuerpo Técnico de Investigación de la Fiscalía General en Antioquia el 2 de septiembre de 1998.[24][25]

- Para 2021 se emitió orden de captura en su contra por el asesinato de José Eustorgio Colmenares Director del Diario La Opinión el 12 de marzo de 1993.[26]
- Condena por el homicidio de Juan Bautista Agudelo López, concejal de Pueblo Rico (Risaralda) en 1998.[15]
- Orden de captura por el secuestro y posterior homicidio de Aulio Isarama Forastero, gobernador del resguardo Catru Dubaza de la comunidad Emberá Dobita, el 24 de octubre de 2017, en Alto Baudó (Chocó).[27]
- Orden de captura por el secuestro de la suboficial  Nubia Alejandra López Correa, reportada desaparecida por sus familiares, el 7 de junio de 2020 en Saravena (Arauca).[28]
- Orden de captura por homicidio en persona protegida, desplazamiento forzado y rebelión agravada en la región del Catatumbo(Norte de Santander).[29]
- Orden de captura por la masacre de 6 personas, entre ellas dos presuntos disidentes de las FARC-EP[30] en Argelia (Cauca).
- Orden de captura por el reclutamiento de 97 menores de edad (31 niñas y 66 niños),[31] los casos detectados por la Fiscalía General de la Nación se concentran en 12 departamentos (Chocó, Arauca, Bolívar, Nariño, Cauca, Antioquia, Norte de Santander, Casanare, Santander, Boyacá, La Guajira y Córdoba).[32]
- Orden de captura por el asesinato de José Eustorgio Colmenares Baptista, fundador y exdirector del diario La Opinión, ocurrido el 12 de marzo de 1993.[33]
- Orden de captura por  el secuestro de cinco periodistas y un conductor[34] en hechos ocurridos el 21 de mayo de 2016 en El Tarra (Norte de Santander).[35]
- Orden de captura por los atentados terroristas contra la infraestructura petrolera, específicamente en el oleoducto Caño Limón-Coveñas y sus efectos contra el medio ambiente ocurridos entre 2011 y 2016.[36]
- Condena por el asesinato de tres desmovilizados de las FARC-EP en 2018.[37]
- 31 órdenes de captura por asesinatos en Arauca y zona de frontera con Venezuela.[38]